# Soloniv, Radîvîliv
Soloniv (în ucraineană Солонів) este un sat în comuna Pleașeva din raionul Radîvîliv, regiunea Rivne, Ucraina.

## Demografie
Componența lingvistică a localității Soloniv
     Ucraineană (99,62%)
     Alte limbi (0,38%)
Conform recensământului din 2001, majoritatea populației localității Soloniv era vorbitoare de ucraineană (99,62%), existând în minoritate și vorbitori de alte limbi.